# Iglesia de Nuestra Señora (Bremen)
La Iglesia de Nuestra Señora, en alemán Kirche Unser Lieben Frauen o simplemente Liebfrauenkirche, está la parroquia más vieja de Bremen, su nombre primer era Sancti Viti ("de San Vito", en alemán "Sankt Veit").

## Historia

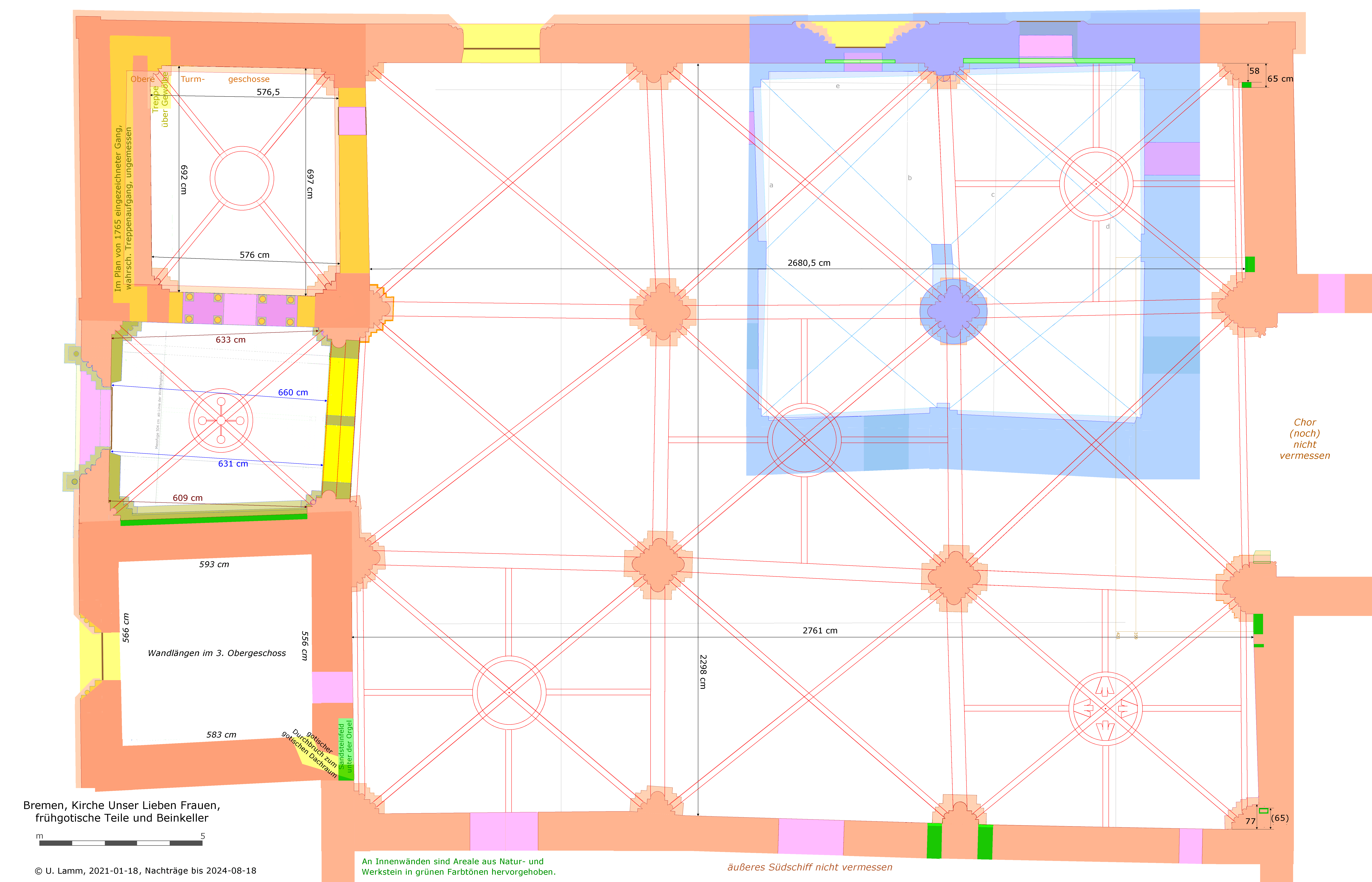
Planta de las partes del y la torre románica (naranja) y del osario (azul). Verde – muros de piedra en la nave

Entre 805 y 837, Willerich, el segundo obispo de Bremen, edificó tres iglesias, una nueva catedral de San Pedro (después de la destrucción de la vieja en las guerras sajonas y primeramente de piedra), una capilla sepulcro por San Wilehado, el misionero de Bremen, quien había muerto en Blexen junto a la desembocadura de la Weser por una fiebre grave (las marismas costeñas estaban una zona de malaria), y una tercera iglesia.
Dos siglos más tarde, Unwan el 12.º obispo de Bremen, arzobispo de Amburgo y Bremen levantó este edificio parroquial otra vez, utilizando madera de un bosque santo de la religión sajona antigua. Más tarde era llamada "iglesia del mercado".
En 1100, más o menos, la iglesia recibió una torre de piedra, la torre meridional de hoy. Debajo de la mitad oriental de la mitad septentrional de la nave hay un osario. Está más viejo que la nave, pero se desconoce el siglo de la construcción. Sopra este sótano el lado interno del muro septentrional contiene piedra natural muy vieja. Estas partes están los solos residuos de las predecesoras dela iglesia actual.
Probablemente en 1219 o 1220, la advocación fue cambiado de San Vito a Santa María. En 1219, Gerardo II. había sido investido como arzobispo de Bremen. Por su decisión, en la década siguiente la iglesia actual fue construida en una iglesia de salón gótica. Empleando bóvedas angevinas, está la primera iglesia de salón gótica con cuatro columnas en el norte de Alemaña. Solamente la torre meridional quedó románica.
En 1229, por una orden del papa Gregorio IX de 1227, la parroquia fue dividida en tres, porque abarcaba demasiada población. Las parroquias segregadas estuvieron Sankt Ansgarii (también llamada "Sunte Anschari"), que significa San Óscar, y San Martín, la iglesia de los marineros. Por lo cual Bremen tenía cuatro parroquias, la cuarta estaba en San Estebán, fundada en 1050.
En el siglo XV se comenzaba a utilizar el piso bajo de la torre septentrional como tesoro y archivo municipal.
Con la Reforma religiosa, todas las parroquias ciudadanas se asociaron al Calvinismo. Solamente la catedral, como todo el (territorio del) Capítulo de Bremen seguía la corriente de Martin Lutero.
En la Segunda Guerra Mundial la espina de la torre se quemó, la nave solamente sufrió daños menores. Pero con la remodelación el interior fue modernizado, quitando todo el revoque. Así residuos interesantes de pinturas medievales (hasta este tiempo escondidas por una superficie encalada) fueron perdidos.

## Galería

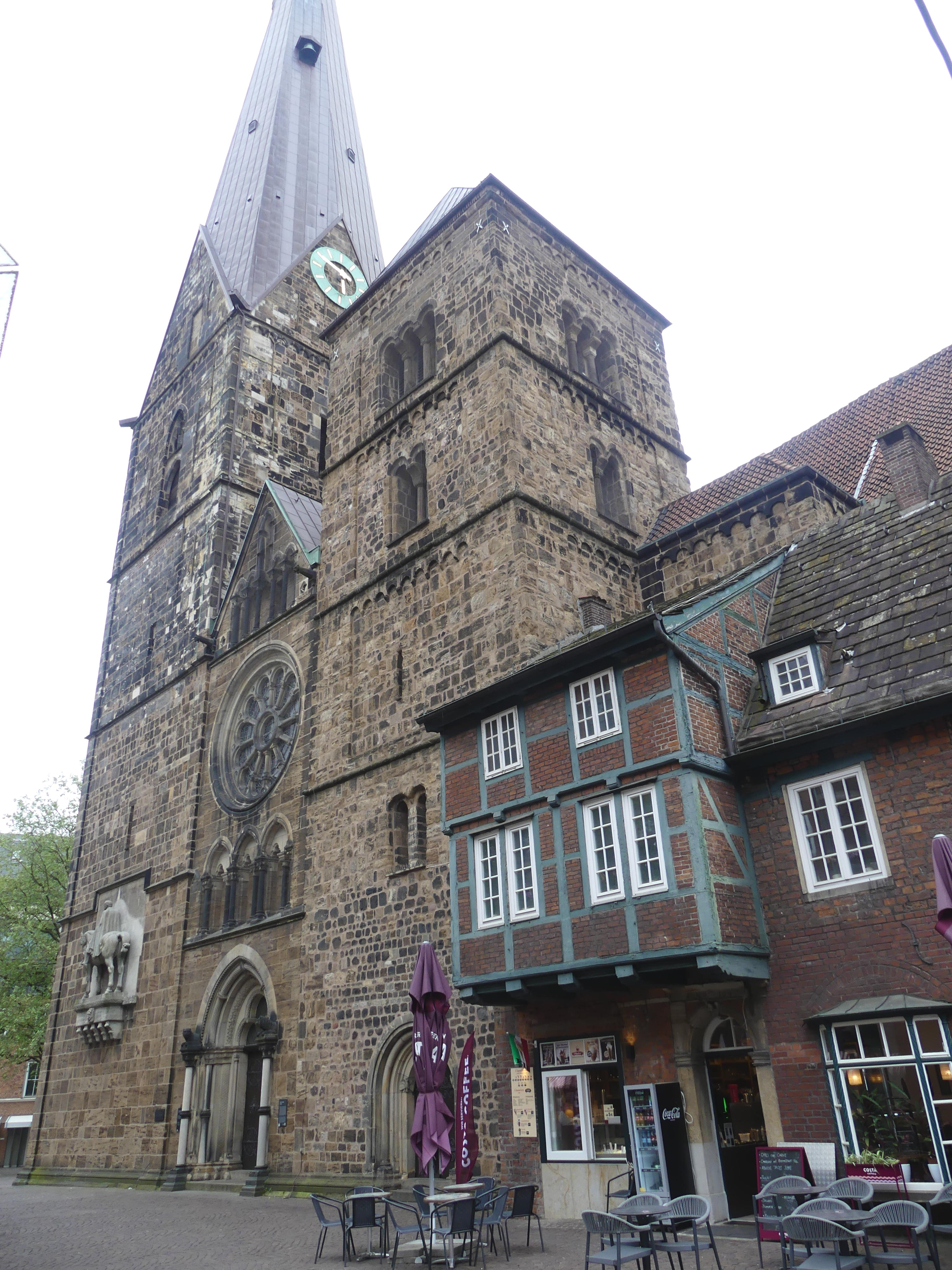
Fachada nordoccidental
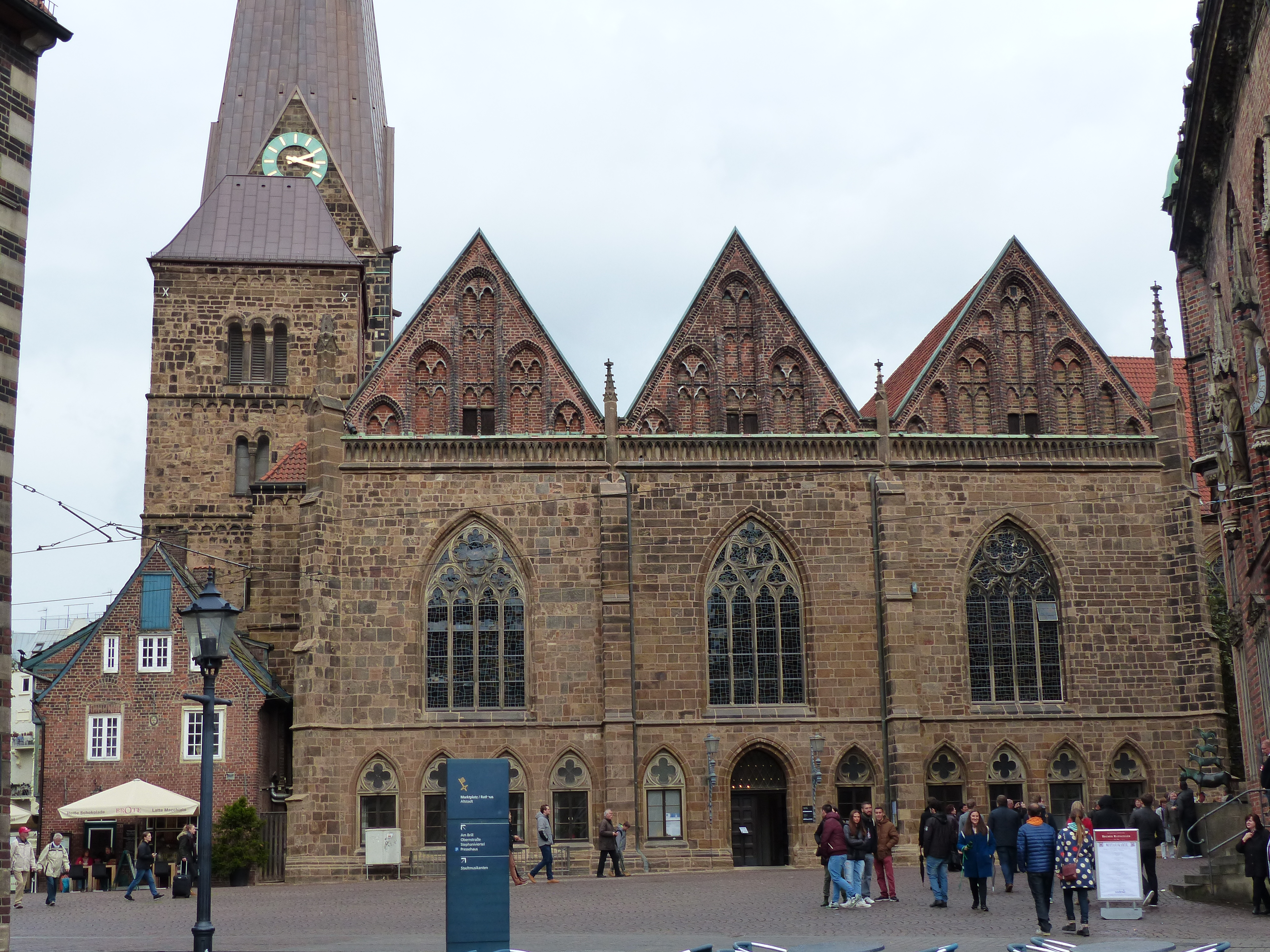
Fachada meridional
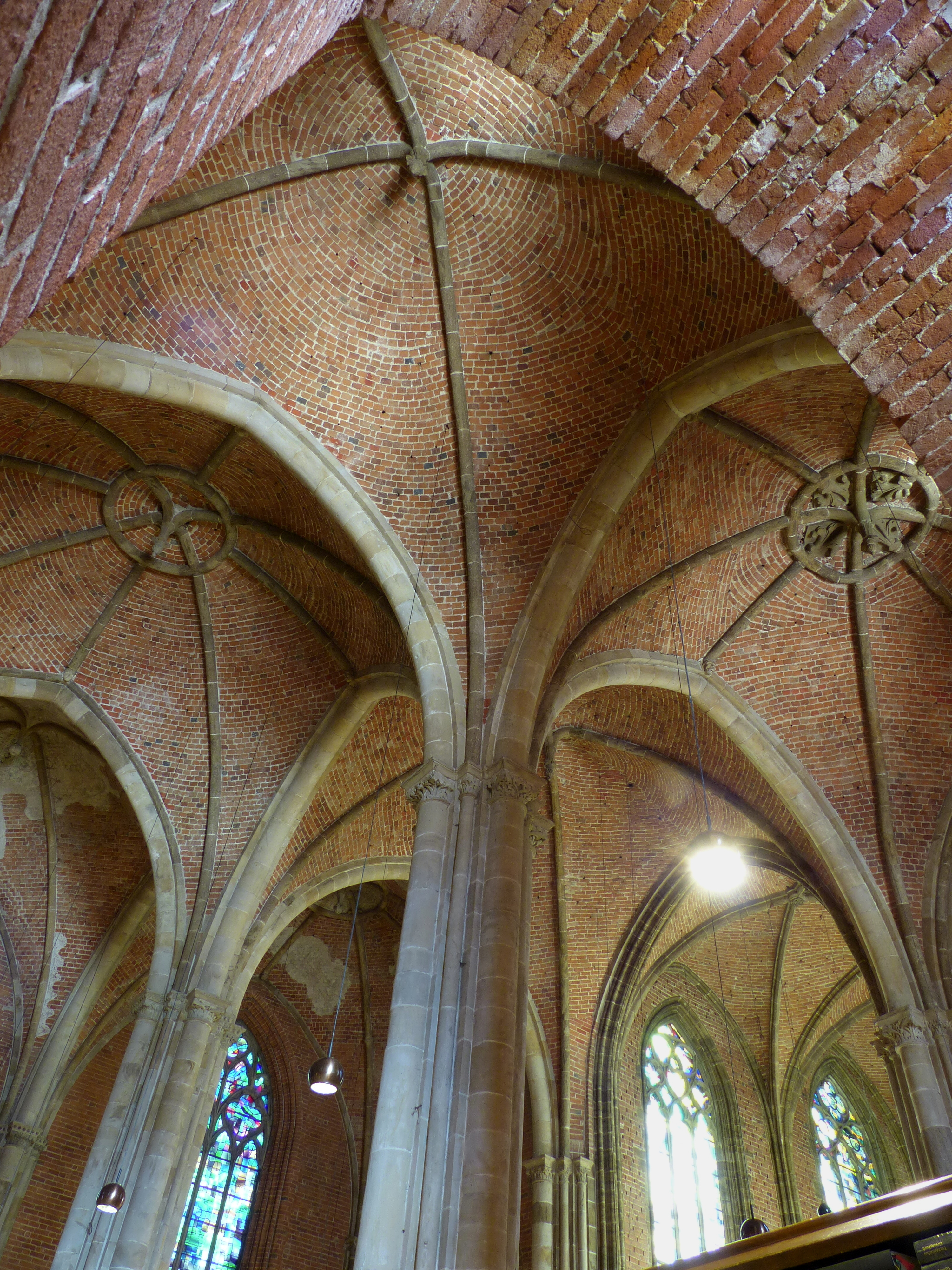
Bóvedas angevinas
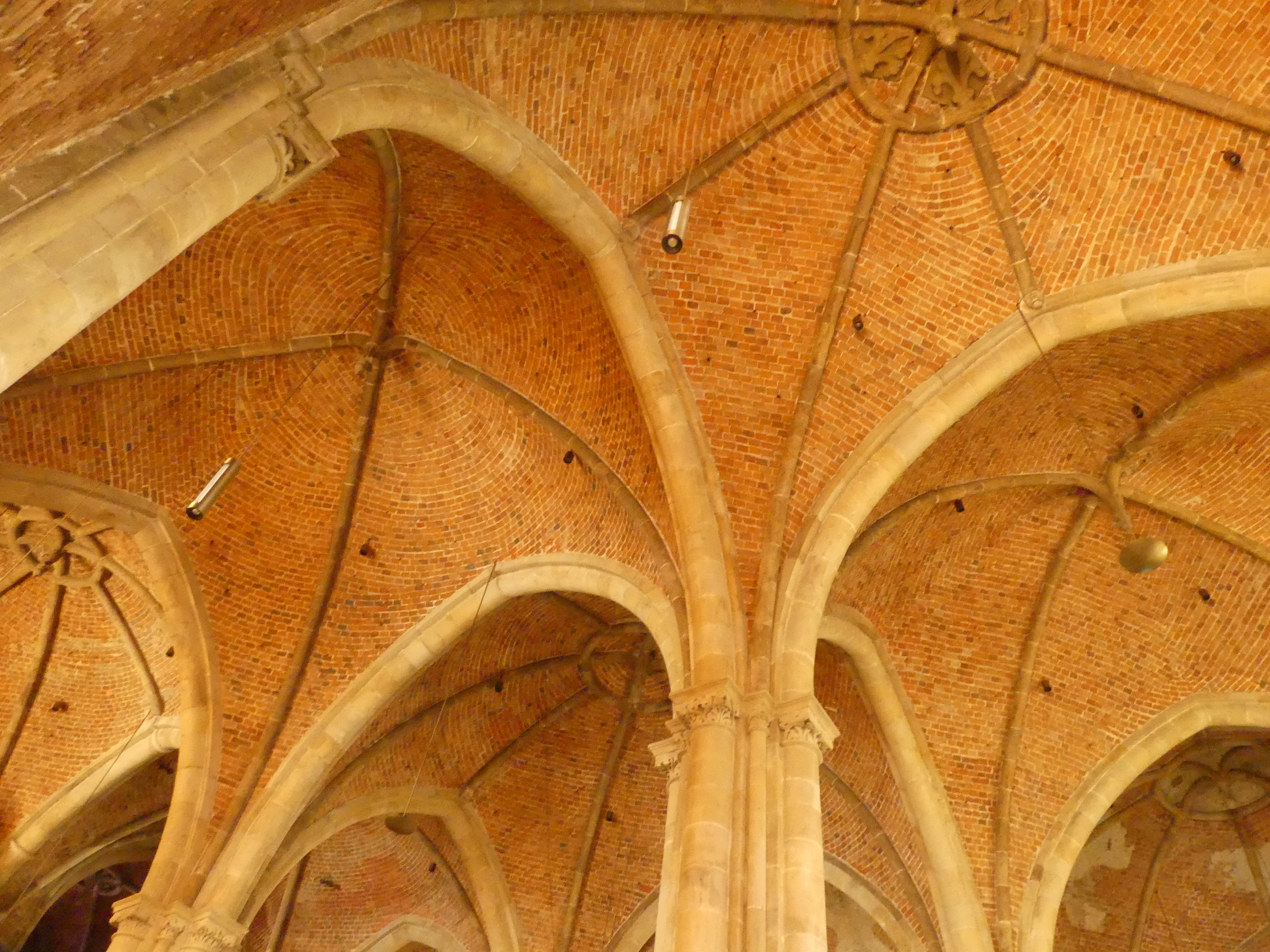
Encima la bóveda más decorada (sudeste), en "bajo" tres bovedas con ocho nervios cada una
Coro
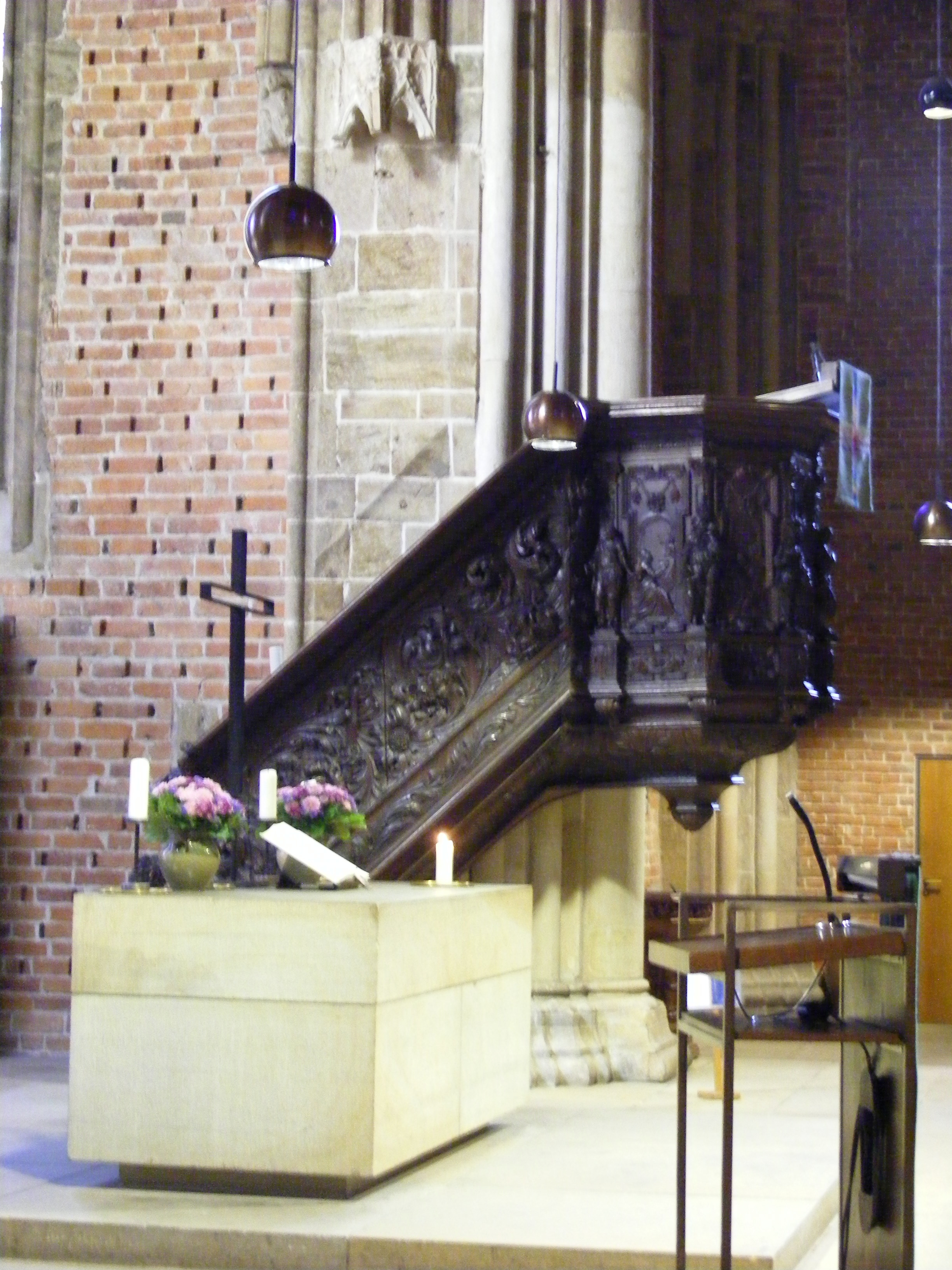
Altar modesto según los principios de la Iglesia Reformada

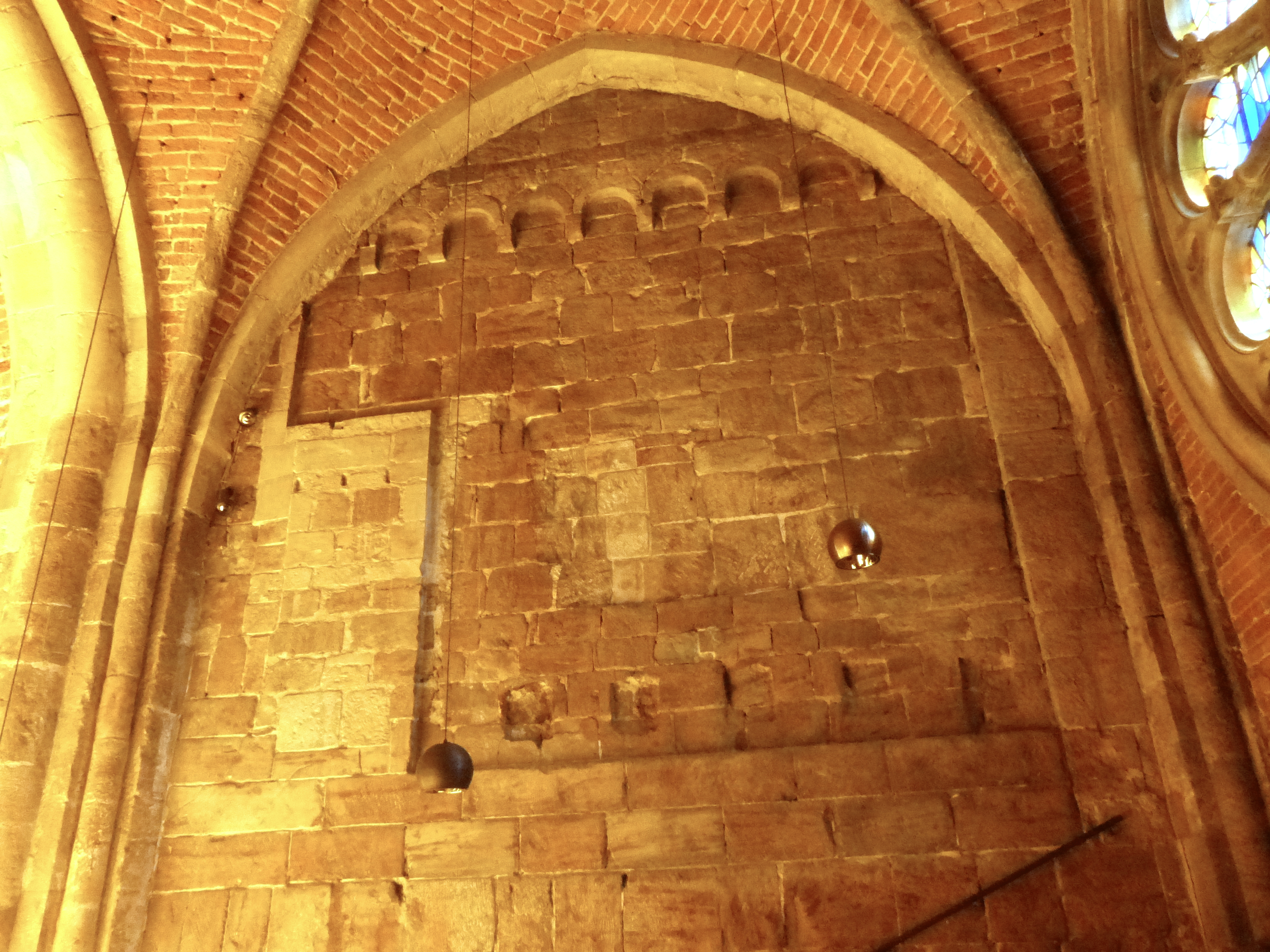
Lado norte de la torre meridional
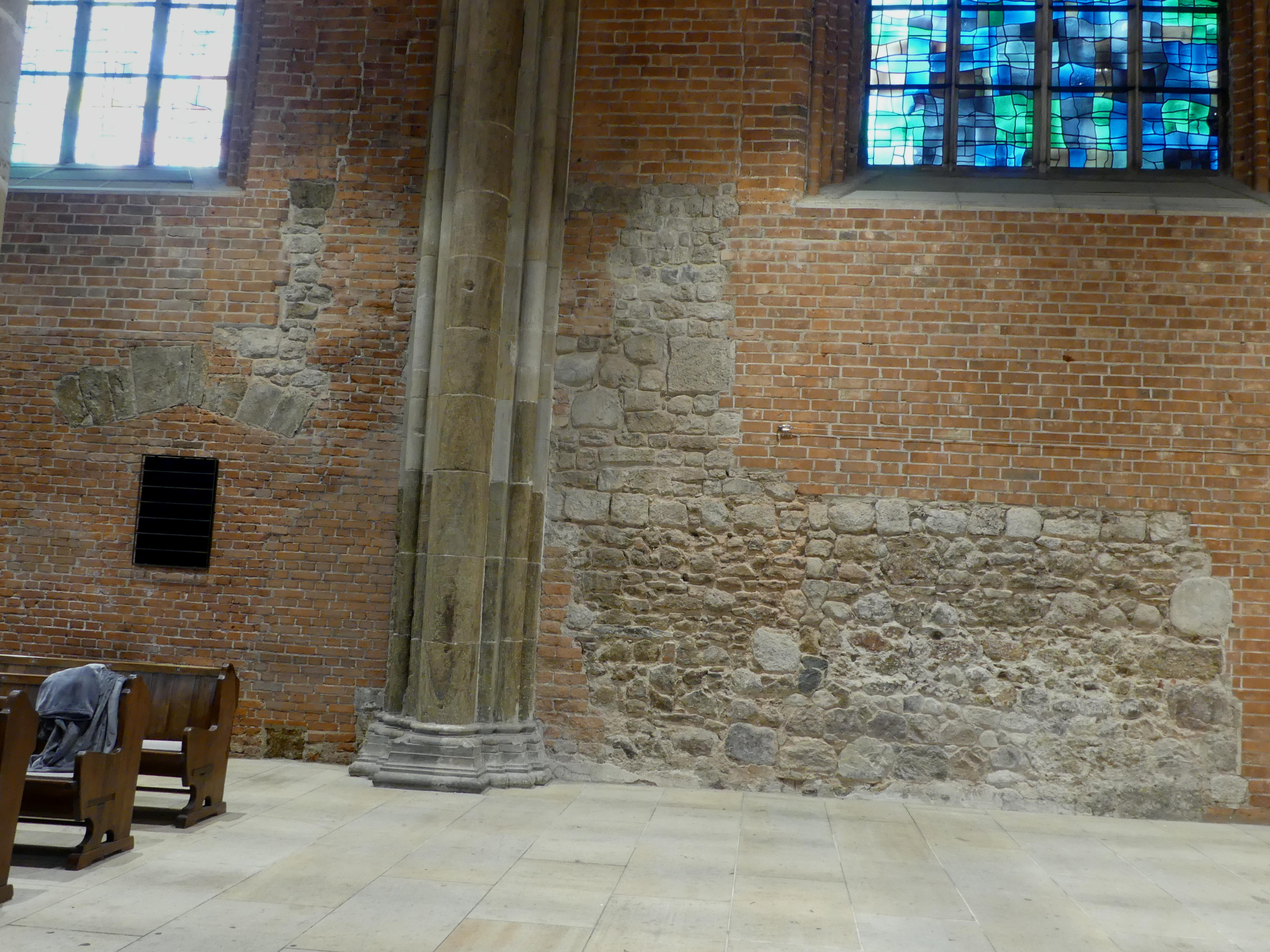
Piedra natural sobre el osario
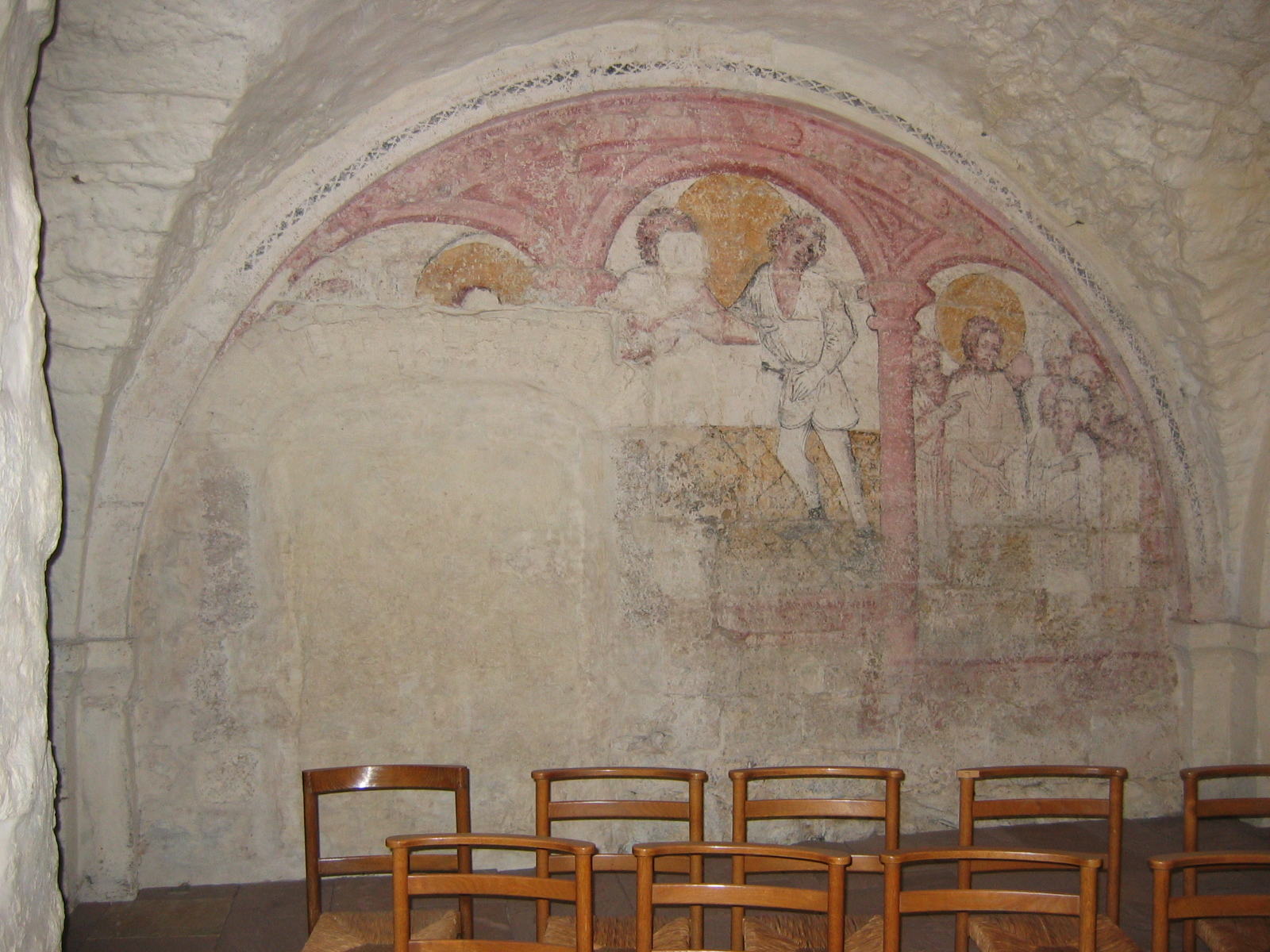
Pintura en el osario